# Вишоновиці
Вишоновиці (пол. Wyszonowice) — село в Польщі, у гміні Вйонзув Стшелінського повіту Нижньосілезького воєводства.
Населення — 411 осіб (2011).
У 1975-1998 роках село належало до Вроцлавського воєводства.

## Демографія
Демографічна структура станом на 31 березня 2011 року:
|          | Загалом | Допрацездатний вік | Працездатний вік | Постпрацездатний вік |
| -------- | ------- | ------------------ | ---------------- | -------------------- |
| Чоловіки | 209     | 52                 | 139              | 18                   |
| Жінки    | 202     | 41                 | 110              | 51                   |
| Разом    | 411     | 93                 | 249              | 69                   |